# Sabine Schut-Kery
Sabine Schut-Kery, née le 10 septembre 1968 à Krefeld (Allemagne de l'Ouest), est une cavalière de dressage américaine. Elle est vice-championne olympique de dressage par équipes aux Jeux olympiques d'été de 2020 avec Steffen Peters et Adrienne Lyle.

## Jeunesse
Sabine Schut-Kery est née en Allemagne et arrive aux États-Unis en 1998 pour travailler en tant qu'entraîneuse de cavalier de dressage. Elle possède un établissement près de Napa en Californie.

## Carrière
Elle fait ses débuts internationaux aux Jeux panaméricains de 2015 à Toronto, où elle et son cheval Sanceo remporte la médaille d'or en dressage pas équipes.
Lors des Jeux olympiques d'été de 2020, montant toujours Sanceo, elle réalise son meilleur temps lors de la finale du dressage par équipes et offre la médaille d'argent à l'équipe américaine. Qualifiée pour l'épreuve individuelle, elle termine 5e de la finale.